# NGC 4476
NGC 4476 est une petite galaxie lenticulaire située dans la constellation de la Vierge. NGC 4476 a été découverte par l'astronome germano-britannique William Herschel en 1784.

## Caractéristiques

### Distance
Sa vitesse par rapport au fond diffus cosmologique est de 2 288 ± 23 km/s, ce qui correspond à une distance de Hubble de 33,75 ± 2,39 Mpc (∼110 millions d'al).
À ce jour, 16  mesures non basées sur le décalage vers le rouge (redshift) donnent une distance de 16,819 ± 3,573 Mpc (∼54,9 millions d'al) ce qui est nettement à l'extérieur des valeurs de la distance de Hubble.
Cette galaxie, comme plusieurs de l'amas de la Vierge, est relativement rapprochée du Groupe local et on obtient souvent une distance de Hubble très différente en raison de leur mouvement propre dans le groupe où dans l'amas où elles sont situées. La distance de 16,819 Mpc est sans doute plus près de la réalité. Selon ces deux mesures, NGC 4476 se dirige vers le centre de l'amas en direction opposée à la Voie lactée. Notons que c'est avec la valeur moyenne des mesures indépendantes, lorsqu'elles existent, que la base de données NASA/IPAC calcule le diamètre d'une galaxie.

### Déficience en hydrogène neutre

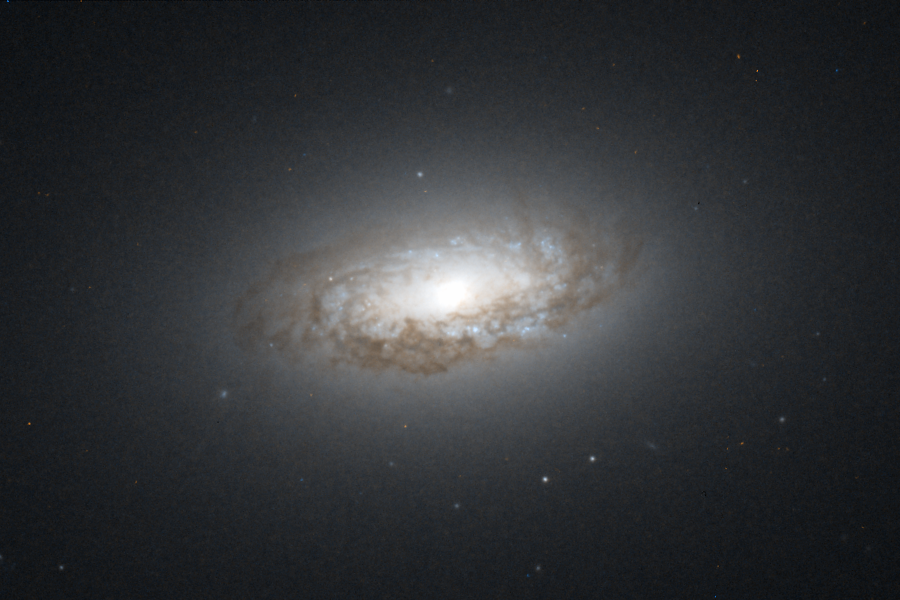
Un dense disque de poussière entoure le bulbe de NGC 4476. (télescope spatial Hubble)

La galaxie NGC 4476 est extrêmement déficiente en hydrogène neutre. La cause de cette déficience est peut-être due à l'interaction gravitationnelle avec une autre galaxie ou encore à la pression dynamique exercée sur elle par son mouvement dans le milieu intergalactique (« ram-pressure stripping » en anglais).
Plusieurs galaxies de l'amas de la Vierge auraient pu interagir avec NGC 4476, mais aucune image ne montre des évidences de cette interaction. Donc, il est probable que la cause de la déficience en hydrogène provienne plutôt de la pression exercée par son mouvement passé dans le cœur de l'amas. Une autre possibilité est que la densité de son gaz moléculaire est plus grand ou que l'intensité de sa radiation ultraviolette interstellaire soit plus faible que dans une galaxie spirale typique.

## Amas globulaires
Selon une étude publiée en 2008 et basée sur les observations réalisées avec le télescope spatial Hubble, le nombre d'amas globulaires dans NGC 4476 VCC 1250 (Virgo Cluster Catalog) dans l'article) est estimé à (20,1 ± 7,3).

## Groupe de NGC 4461, de M60 et l'amas de la Vierge
Selon A.M. Garcia, NGC 4425 est membre du groupe de NGC 4461. Ce groupe de galaxies comprend au moins neuf membres. Les autres galaxies du groupe sont NGC 4305, NGC 4306, NGC 4425, NGC 4461, NGC 4584, IC 794, IC 3388 et VCC 793.
D'autre part, toutes les galaxies du catalogue NGC de ce groupe, mais aucune de l'Index Catalogue, apparaissent dans une liste de 227 galaxies d'un article publié par Abraham Mahtessian en 1998. Cette liste comporte plus de 200 galaxies du New General Catalogue et une quinzaine de galaxies de l'Index Catalogue. On retrouve dans cette liste 11 galaxies du Catalogue de Messier, soit M49, M58, M60, M61, M84, M85, M87, M88, M91, M99 et M100.
Toutes les galaxies de la liste de Mahtessian ne constituent pas réellement un groupe de galaxies. Ce sont plutôt plusieurs groupes de galaxies qui font tous partie d'un amas galactique, l'amas de la Vierge. Pour éviter la confusion avec l'amas de la Vierge, on peut donner le nom de groupe de M60 à cet ensemble de galaxies, car c'est l'une des plus brillantes de la liste. L'amas de la Vierge est en effet beaucoup plus vaste et compterait environ 1 300 galaxies, et possiblement plus de 2 000, situées au cœur du superamas de la Vierge, dont fait partie le Groupe local,.
De nombreuses galaxies de la liste de Mahtessian se retrouvent dans onze groupes décrits dans l'article d'A.M. Garcia, soit le groupe de NGC 4123 (7 galaxies), le groupe de NGC 4261 (13 galaxies), le groupe de NGC 4235 (29 galaxies), le groupe de M88 (13 galaxies, M88 = NGC 4501), le groupe de NGC 4461 (9 galaxies), le groupe de M61 (32 galaxies, M61 = NGC 4303), le groupe de NGC 4442 (13 galaxies), le groupe de M87 (96 galaxies, M87 = NGC 4486), le groupe de M49 (127 galaxies, M49 = NGC 4472), le groupe de NGC 4535 (14 galaxies) et le groupe de NGC 4753 (15 galaxies). Ces onze groupes font partie de l'amas de la Vierge et ils renferment 396 galaxies. Certaines galaxies de la liste de Mahtessian ne figurent cependant dans aucun des groupes de Garcia et vice versa.